# Fissidens semilimbatus
Fissidens semilimbatus är en bladmossart som beskrevs av C. Müller och Georg Ernst Ludwig Hampe 1855. Fissidens semilimbatus ingår i släktet fickmossor, och familjen Fissidentaceae. Inga underarter finns listade i Catalogue of Life.